# Diborure de zirconium
Le diborure de zirconium est un composé chimique de formule ZrB2. Il s'agit d'une céramique hautement covalente ayant une structure cristalline du système hexagonal.

## Propriétés
ZrB2 est une céramique ultraréfractaire (UHTC) ayant un point de fusion de l'ordre de 3 000 °C. Ceci couplé à sa faible masse volumique (~6,09 g cm−3[réf. nécessaire] — la densité mesurée sur des échantillons peut être plus grande du fait d'impuretés d'hafnium) en fait un candidat pour son utilisation dans des applications aérospatiales telles que le vol hypersonique ou le système de propulsion des fusées. C'est un matériau céramique inhabituel, ayant des conductivités thermique et électrique relativement hautes, propriétés qu'il partage avec le diborure de titane et le diborure d'hafnium, possédant aussi des structures similaires.

## Synthèse
Le diborure de zirconium peut être produit par dépôt chimique en phase vapeur (CVD). Le dihydrogène H2 est utilisé pour réduire les vapeurs de tétrachlorure de zirconium ZrCl4 et de trichlorure de bore BCl3 à des températures de substrat supérieures à 800 °C.

## Productions de pièces
Les pièces en ZrB2 sont généralement pressées à chaud (pression appliquée sur de la poudre chauffée) puis usinées pour leur donner leur forme. Le frittage de ZrB2 est gêné par la nature covalente du matériau et la présence d'oxydes de surface, ce qui favorise la croissance des grains (en) avant la densification. Le frittage sans pression de ZrB2 est possible avec des additifs tels que le carbure de bore B4C et le carbone qui réagissent avec les oxydes de surface ce qui augmente la force motrice pour le frittage, mais produit des pièces aux propriétés dégradées par rapport à celles obtenues par pressage à chaud.
L'ajout de SiC à hauteur d'environ 30 % massique au ZrB2 est souvent fait afin d'améliorer sa résistance à l'oxydation, le carbure de silicium formant une couche d'oxyde protecteur similaire à la couche d'alumine sur les pièces d'aluminium.

## Défauts et phases secondaires dans le diborure de zirconium
Le diborure de zirconium tient sa forte résistance mécanique de ses défauts atomiques à haute énergie, c'est-à-dire que les atomes ne quittent pas facilement de leur position dans le réseau. Cela signifie une faible concentration en défauts, même à haute température, ce qui empêche la défaillance (en) du matériau. 
La liaison entre les différentes sources est aussi très forte, mais cela signifie que la céramique est très anisotrope, avec un coefficient de dilatation différent dans la direction 'z' <001>. Même si le matériau présente d'excellentes propriétés à haute température, il doit être produit avec extrêmement de précautions, car tout excès de zirconium ou de bore ne sera pas intégré dans la structure de ZrB2 (c'est-à-dire que le matériau conservera sa stœchiométrie). Au lieu de cela, ces atomes surnuméraires formeront des eutectiques, ce qui provoquera des défaillances en conditions extrêmes.

## Diffusion et transmutation dans le diborure de zirconium
Le diborure de zirconium fait aussi l'objet de recherches, afin de l'utiliser comme barre de contrôle de réacteur nucléaire, du fait de la présence de bore. Lorsque le bore 10 réagit avec un neutron thermique, il produit du lithium 7 et une particule α (hélium).
10B + nth ⟶ [11B] ⟶ α + 7Li + 2,31 MeV.
La structure en couches du diborure de zirconium permet la diffusion de cet hélium, qui tend à rapidement migrer entre ces couches, mais pas dans la direction z. L'autre produit de transmutation, le lithium 7, a de fortes chances d'être piégé dans les lacunes de bore laissées par la transmutation du bore 10, et de ne pas se propager dans la structure cristalline.